# ワールドWave
『ワールドWave』（ワールド・ウェーブ、英称:World Wave）は、2011年4月1日から2014年3月にかけてNHK BS1で放送された国際ニュース番組の総称である。

## 概要
NHKでは衛星第1テレビが開局した1984年5月から1日数時間「ワールドニュース」を放送。1987年7月に旧BS1が24時間放送を開始するにあたり、時間枠を拡充させて世界各国の放送機関が製作したニュース番組を日本語に翻訳（副音声・原語）して時々刻々変化する世界の情勢を詳しく伝えてきた。
NHKは2011年4月1日に完全デジタル化・ハイビジョン化と抜本的なチャンネル・番組編成の改正が行われ、その一環として国際ニュースの再構築を行う。対象は2001年度から名称を使用していた各国の放送局制作の「ワールドニュースアワー」「ワールドニュースアワー・アジア」および独立して放送してきた海外ニュース番組、NHK制作の「おはよう世界」「きょうの世界」。これらのタイトルを統合して、「ワールドWave」として装いを一新してスタートすることとなった。
初年度となる2011年度は、全体の統一感を出すために番組ロゴと番組オープニングCGの共通化やウェブサイトの統一を図った。2013年度はトゥナイトのみ、若干のロゴ変更を行った（TonightがWaveの横に配され、ワールドは小さくなってWaveの上に移動）。
なお、2014年度の番組改定に伴いワールドWaveシリーズは3年の歴史に終止符を打ち、「ワールドWave」「ワールドWave アジア」は「ワールドニュース」「ワールドニュース アジア」「ワールドニュース アメリカ」、「ワールドWaveモーニング」は「キャッチ!世界の視点」、「ワールドWaveトゥナイト」は「国際報道2014」という新しいワールドニュース番組としてそれぞれ再出発した。

## 構成番組
いずれの番組も主音声は日本語通訳、副音声は原語（モノラル二重音声）。
なお、オープニングの音楽は、早朝版（ワールドWaveモーニング）と午前11時以降（ワールドWaveモーニングの再放送・ワールドWaveアジア・ワールドWaveトゥナイト）とでは、リズムが少々異なる。

### ワールドWave
- 月曜日から土曜日（祝日含む）5:00-6:50（途中5:50-6:00にNHK BSニュースを挟む　2011・12年度は欧米の夏時間時は5:00-5:50のみ放送）
  - 「ABC News (Australia)」オーストラリアABC
  - 「NDTV 24x7」インドNDTV（英語版）
  - 「BBC News at Six」イギリスBBC
  - 「heute」ドイツZDF
  - 「Journal de 20 heures」フランス2
  - 「Telediario」スペインTVE
  - 「Вести」ロシアRTR
  - アルジャジーラ
  - ブルームバーグ ほか

主にヨーロッパのゴールデンタイムのニュース番組を放送する。
ブルームバーグが放送される場合はニューヨーク証券取引所の為替や株式の指標が字幕で表示されるが、録画放送であるため「ご覧の為替や指標は、放送時点の速報値です。」との字幕を表示する。
メジャーリーグ中継などスポーツ中継の生放送が長引いた場合、スポーツ中継を臨時チャンネル(Ch.102)に移動させ、本番組は通常通り101chで放送する。PGAツアー中継は5:00から5:49まで101chで放送するため102chでの放送となる。
- 毎日（祝日含む）8:00-8:50（2011年度のみ欧米が冬時間時は土曜・日曜・祝日のみ）、再放送11:00-11:50（2011年度のみ欧米が冬時間時の平日は本放送 ただし11時台にスポーツ中継がある時＜NFL他＞は休止となる日がある）
  - 「20 heures」フランス2
  - 「Telediario」スペインTVE
  - 「BBC News at Ten」イギリスBBC
  - 「KBSニュース広場」韓国KBS
  - 「中国新闻」中国CCTV4
  - 「ABCワールドニュース」アメリカABC
  - 「tagesschau」ドイツARD（日曜のみ）
  - 「heute」ドイツZDF（日曜以外）
  - 「Вести」ロシアRTR ほか

年度上半期の8時台はスタジオ進行部分はなし。年度下半期については2011年度は後述の「-モーニング」のスライド対応であったが、2012年度は「-モーニング」が1時間のみの放送となったため、その代替として11月5日朝の放送から3月29日朝の放送まで、月-金曜日についてはスタジオ進行パートが新たに入った。番組の終わりには世界の天気（字幕のみ）が放送される。平日8時台（冬時間時）はフランス2、スペインTVE、イギリスBBC、韓国KBS、ABCワールドニュースの順でほぼ固定され、ABCワールドニュースは同時通訳で放送される。8時台からスポーツ中継がある場合は102chで放送される。
- 月曜日から金曜日12:25-12:50
  - 「20 heures」フランス2
  - 「ABCワールドニュース」アメリカABC

上記ヨーロッパに加え、アメリカのゴールデンタイムのニュース番組を放送する。
メジャーリーグ中継などスポーツ中継が組まれている場合は従来は休止となっていたが、2011年10月中旬以降はスポーツ中継が組まれている場合でもマルチ編成としてサブチャンネルのBS102chにて通常通り放送される。
また、2011年11月21日から、東京証券取引所の午前中の取り引きが11:30まで延長になったため、午前中の「東京マーケット情報」がこれまでの11:25-11:50の枠から12:00-12:25に変更になったため、これまで12:00-12:50に行っていた再放送を11時台に繰り上げとし、更に12時台にスポーツ中継が無い場合は12:25-12:50の枠でも放送を行うことになった。なお101・102とも大リーグなどのスポーツ中継が同時進行で放送されてしまう場合が生じたときは休止にすることもある。
- 平日16:00-16:50（月曜日は16:30まで）
  - 「ABCジスウィーク」 - 月曜日
  - 「PBSニュースアワー」 - 火曜日から金曜日
  - 「ABCナイトライン」 - 火曜日から金曜日

特別編成時を除いてキャスターが進行。
特別編成期間中はオープニング・スタジオ進行・世界の天気を省いた簡略版を放送する。ただし、ABCナイトラインのみABC制作のヘッドラインを追加で放送する。
2011年7月より、総合テレビで国会中継放送時に大相撲中継が振り替え放送される際は放送休止となっていたが、2012年3月よりサブチャンネルのBS102chにて通常通り放送される。
2012年12月12日の朝鮮民主主義人民共和国のミサイル打ち上げに際しては打ち上げ直後の午前10時前から、放送していたNFL中継を中断（そのまま打ち切り）とした上で、最初の1時間は総合テレビとのサイマル放送、11:00-11:10・11:50-12:00・12:50-13:00の「BSニュース」と、12:00-12:24の「東京マーケット情報（前場）」を挟んで、13:50まで「ワールドWave」とは別枠の特別放送として通常昼休みの時間帯に登場しないスタジオ担当キャスターが進行する形での放送を実施した。「BS列島ニュース」も休止となった。

### ワールドWaveモーニング
- 日曜・祝日を除く7:00-7:50
  - 2011年度は6:00-7:50（欧米が夏時間時 途中6:50-7:00にNHK BSニュースを挟む）、7:00-8:50（欧米が冬時間時　途中7:50-8:00にNHK BSニュースを挟む）※土曜日は夏・冬時間に関係なく7:00-7:50のみ
  - 2012年度は欧米が夏時間の時は前年に同じ、冬時間の時は7:00-7:50

旧「おはよう世界」。日本の早朝は欧米各国がゴールデンタイム・プライムタイムに当たる時間であり、欧米各国の報道機関が製作した1日のまとめのニュースや、アジア各地の朝一番のニュースを紹介し、その中から世界的な関心を持つ話題にスポットをあて、東京のスタジオからさらに詳しい解説を入れる。ABCワールドニュースは7時40分頃から同時通訳放送を行う（サマータイム期間中のみ）。
初回の2011年4月1日だけ6:00-6:20に「BS1キックオフスペシャル」と題したBS1の新装開局スペシャル番組を放送のため6:20からの放送となった。
なお、2011年度の欧米冬時間時の平日は7:00-8:50（途中7:50-8:00にNHK BSニュースを挟む）に放送されていたが、2012年度は毎週月曜から土曜日を通して7時台のみとなる。このため、その代替として先述の11月5日-2013年3月29日までの8時台（土曜除く）の「ワールドWave」にもサブキャスターが出演してスタジオ進行パートを入れた。
祝日とお盆・年末年始の特定期間はスタジオ進行なしの「ワールドWave」として放送する（2012年ロンドンオリンピック編成期間中も同様。2014年ソチオリンピック期間中は放送時間を7時台と8時台を入れ替えて、8時台に「モーニング」の内容を放送）。
2013年度は1年を通して7時台のみの編成となる。

### ワールドWaveアジア

#### 昼の放送
- 平日17:30-17:50
  - 2011・12年度は平日15:00-15:20
  - 「KBSニュース12」韓国KBS
  - カタール・アルジャジーラ（金曜は放送せず）
  - 「中国新闻」中国CCTV4（金曜は放送せず）
  - 「VJ突撃隊」（韓国KBS・金曜のみ）

キャスターが進行。日本時間の午前から正午のニュース番組を放送する。2013年3月までは夕方のアジア情報ワイド番組「アジアクロスロード」→「ほっと@アジア」の中でもアジアニュースコーナーがあったが、それが終了したために15時からの番組を移設・統合した形とした。時間枠の関係でアジア情報ワイド番組の中で行われた解説員による解説コーナー「アジアを読む→ピックアップアジア」は廃止された。

#### 深夜放送
- 平日（曜日では火曜日から土曜日、祝日含む）深夜4:00-4:40
  - 「Primetime News」シンガポールチャンネル ニュースアジア（英語版）
  - 「KBSニュース9」韓国KBS
  - 「新闻联播」中国CCTV-1
  - 「東方新聞」 上海RTS
  - 「Main News」香港ATV
  - 「MCOT NEWS」タイCH9
  - 「Thời sự」ベトナムVTV4
  - 「The World Tonight (ABS-CBN)」フィリピンABS-CBN

メジャーリーグ中継等の生中継がある場合にはマルチ編成となり、ワールドWaveアジアはサブチャンネル（102ch）にて、同時刻に放送する。

### ワールドWaveトゥナイト
- 平日22:00-22:50

BS再編によりエンターテイメントを重視するBSプレミアムに対して、国際情報発信波としての役割を強化したBS1の象徴的な番組である。日本の1日の締めくくりに、全世界のNHK特派員・総局・支局と多元生中継を結び、世界の今日1日の出来事を徹底的に検証し、明日へつながる情報を提供する。旧「きょうの世界」。気になるニュースを更に深く掘り下げる特集の「The Focus」、その日一日の世界のニュースをコンパクトに伝える「日刊ワールドWave」、NHKの海外支局が取材したレポートを放送する「News Cafe」（火-金。月曜は海外のスポーツ情報を伝えるスポーツコーナー）で編成されている。このうち、「News Cafe」はホームページ内での動画配信を行っている。
2012年4月2日からはNHKワールド・プレミアムでも23:25-翌0:15に時差放送を開始。2013年度は5分繰り上がって23:20-翌0:10に変更されるのと同時にノンスクランブル放送の対象番組となる。日本国内でBS1とNHKワールド・プレミアムのノンスクランブル放送を両方受信している世帯では、実質リピート放送で視聴できることになる。なお、2012年4月6日のスペシャルでは22:00-23:50にBS1と同時放送を行う（22:50-23:00のNHK BSニュースを挿む）。
祝日・お盆と年末年始、オリンピック期間中（夏・冬とも）は休止だが次のような例外がある。
2011年9月11日は日曜日だが、アメリカ同時多発テロ事件から10周年を迎えるに当たり、テロと戦争、そしてそこからの復興や民主化政策が進む中東をテーマに、ニューヨーク支局やグラウンド・ゼロ（追悼会）との中継を結んでの特別番組「ワールドWaveトゥナイトスペシャル・9･11追悼式典」として22:10-23:50に放送。
2011年11月3日は祝日だが、ギリシャの経済不安を受けて行われたヨーロッパ連合による会議（G20）の解説で、通常と同じ時間帯に放送が行われた。
リビア・カダフィ大佐殺害を受けて、臨時に2011年10月21日1:00-1:50（20日深夜）にこの番組の体裁を活かした特別番組を行った。
2011年12月19日の金正日死去を受けて、17:00-18:00の「ほっと@アジア」を休止して臨時にこの番組の体裁を生かした特番を実施したほか、この日の「トゥナイト」も23:50まで拡大放送（地球テレビ エル・ムンド休止）とした。
2012年1月4日の22:55-23:50には総合テレビでも特別放送された(BS1で当日に放送されたものの再放送ではなく、リレー放送)。アンカーには河野憲治と鎌倉千秋と「Bizスポ」の総合司会である飯田香織も加わった。黒木奈々は出演しなかった。
2012年11月2日はアメリカ合衆国大統領選挙についての特集を編成するため、BSでのレギュラー放送に続いて22:55-23:40に総合テレビで特別リレー放送された。2012年1月同様、「Bizプラス」キャスターの飯田も出演。（Bizプラスは休止、Sportsプラスは23:40-23:50に変更して放送）
2012年12月16日の衆議院議員総選挙開催日、BS1では大規模な選挙速報をしなかった（デジタル放送の完全移行により、それは地上波＜総合テレビ・ラジオ第1放送・FM放送=ラジオは当日20時-翌日5時まで原則サイマル＞に統合。ただし、L字型画面に準じたスタイルで画面下に地上波と同じフォーマットで当選確実者と獲得議席数の速報テロップを表示）ため、23時-17日の0:55まで、当番組のフォーマットを生かしたスピンオフ企画として世界の情勢という観点から見た衆院選の討論会を開催した。ただし黒木は欠席で、コメンテーターとして島田敏男（NHK解説員・政治）が出演した。
2012年12月19日は大韓民国大統領選挙報道（これは前座の20時-21:50に「BS1スペシャル」から行われている）を行ったため、23:40まで時間枠を拡大した（エル・ムンド休止）。23時以後は鎌倉・黒木の女性コンビが進行を勤めた。
2013年1月4日は「新春スペシャル・時代の開拓者たち」と題し、2時間（途中22:50-23:00　BSニュース）の特番を行う。ゲストは藤原帰一（東京大学教授）とサヘル・ローズ（タレント）。
NHKプロ野球などスポーツの生中継が長引いた場合、スポーツ中継を臨時チャンネル(Ch.102)に移動させ、本番組は通常通りCh.101で放送する。

## 出演者
「ワールドニュースアワー」など、旧衛星第1テレビジョンの時代は日中の一部は進行役のキャスター無しで放送していたが、今番組では日中の時間帯にも進行役のキャスターを配置した。深夜・早朝（ワールドWaveモーニング以外）は従来と同じく進行役を無しで放送する。

### メインキャスター（モーニング）
隔週出演
- 野田順子(のだ・じゅんこ)（NHK国際部記者）
- 高橋祐介(たかはし・ゆうすけ)

### サブキャスター（モーニング）
隔週出演
- 徳住有香(とくずみ・ゆか)
- 佐野仁美(さの・ひとみ)

### 気象キャスター（モーニング）
- 坂下恵理(さかした・えり) 気象情報 （月曜日から水曜日）
- 勝又幸恵(かつまた・ゆきえ) 気象情報 （木曜日から金曜日）

### リポーター（モーニング）
- マイケル・マカティア（映像プロデューサー）※@NYC担当（土曜）

### キャスター（アジア）
- 小穴薫(おあな・かおる)

### メインキャスター（トゥナイト）
- 高尾潤(たかお・じゅん)（前NHKワシントン支局長）（2013年4月から2014年3月まで）
- 鎌倉千秋(かまくら・ちあき)

### サブキャスター（トゥナイト）
- 黒木奈々(くろき・なな)

### 過去出演者
- 吾方佑名(あがた・ゆうな) （モーニング気象情報、2011年度）
- 駒村多恵(こまむら・たえ) （アジア・16時台進行、2011年度[4]）
- 河野憲治(こうの・けんじ) （トゥナイトアンカー、2011年度[5]）
- 高橋弘行(たかはし・ひろゆき) （モーニングキャスター、2011年度から2012年6月9日）
- 傍田賢治(そばた・けんじ) （トゥナイトキャスター、2012年度[6]）